# Metateze vazby sigma
Metateze vazby sigma je druh reakce v organokovové chemii, při které na vazbě sigma mezi kovem a ligandem dochází k metatezi (výměně částí molekul) s vazbou sigma jiného reaktantu. Níže je reakce znázorněna pomocí výměny mezi methyllutecitým komplexem a uhlovodíkem (R-H):
(C5Me5)2Lu-CH3 + R-H → (C5Me5)2Lu-R + CH4
K reakci nejčastěji dochází u komplexů kovů s prázdnými orbitaly d, jako jsou skandité, zirkoničité, niobičité a tantaličné komplexy. Může jít také o komplexy f prvků, a to nezávisle na počtu f elektronů. Reakce probíhá přes cykloadici. Reakce má silně zápornou entropii aktivace, což naznačuje tvorbu uspořádaného přechodného stavu. Metateze vazby sigma je vhodným způsobem navazování substituentů na kovy nevhodné pro redoxní reakce.  
Tento druh reakce se využívá často, protože uhlovodíky jsou obvykle málo reaktivní, ovšem lze u nich použít některé metateze vazby sigma; nelze však pomocí něj snadno připojovat funkční skupiny.
Předpokládá se, že dehydropárovací reakce probíhají přes metateze vazeb sigma.